# Nicolae Juravschi
Nicolae Juravschi (ros. Николай Афанасьевич Журавский, Nikołaj Afanasjewicz Żurawski; ur. 8 sierpnia 1964) – kajakarz, kanadyjkarz. reprezentant kolejno Związku Radzieckiego, Rumunii i Mołdawii, trzykrotny medalista olimpijski. Od 2001 roku prezydent Mołdawskiego Komitetu Olimpijskiego.
Brał udział w trzech igrzyskach (IO 88, IO 92, IO 96). Na dwóch zdobywał medale w kanadyjkowej dwójce, na obu partnerował mu Wiktor Rieniejski. W 1988 w barwach ZSRR zdominowali rywalizację i zwyciężyli na obu rozgrywanych dystansach. W 1996 zajęli drugie miejsce na krótszym z dystansów i  zdobyli pierwszy w historii medal olimpijski dla niepodległej Mołdawii. W 1992 Żurawski startował jako reprezentant Rumunii i dwukrotnie zajmował czwarte miejsce. W latach 1989–1995 wielokrotnie stawał na podium mistrzostw świata. Ośmiokrotnie wywalczył złoto (C-2 500 m: 1989, 1990; C-4 500 m: 1989, 1990, 1991; C-4 1000 m: 1990, 1991; C-4 200: 1997), dwukrotnie srebro (C-2 500 m: 1991, 1995) i raz brąz (C-2 1000 m: 1991).